# St. Sebastian (Wettingen)

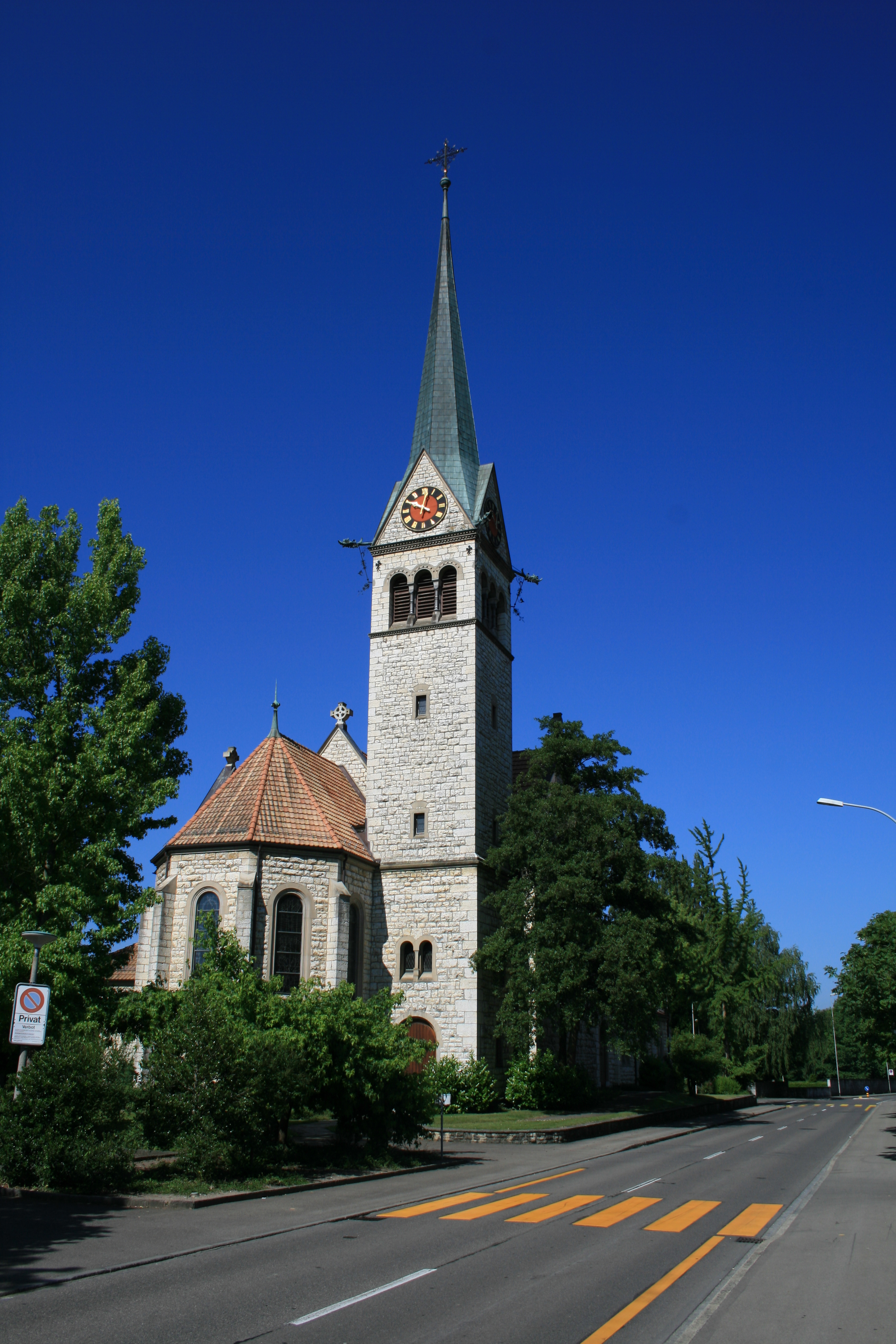
Pfarrkirche St. Sebastian

Die Pfarrkirche St. Sebastian ist die römisch-katholische Kirche der Pfarrei St. Sebastian in Wettingen, Aargau. Sie liegt im alten Dorfteil der Gemeinde und ist der 1895 errichtete Nachfolgebau der ältesten Wettinger Kirche.

## Der Vorgängerbau
Die erste Erwähnung der Wettinger Dorfkirche ist aus dem Jahr 1259. Der genaue Standort dieser Kirche lässt sich nur vermuten. Erst seit dem Jahre 1504 ist der Standort der Kirche dokumentiert. Sie lag nördlich des alten Schulhauses beim Friedhof und wurde im Jahre 1894 abgebrochen. Über den Bau und die Ausstattung dieser Kirche, der sicher eine ältere vorausging, ist wenig bekannt. Sie war gut 30 Meter lang, fast 10 Meter breit, über 6½ Meter hoch und hatte ungefähr 300 Sitzplätze. Der dazugehörige Kirchturm hatte einen quadratischen Grundriss von 5½ × 5½ Meter und war 25½ Meter hoch. Er war mit drei Glocken bestückt. Eine dieser Glocken war vermutlich aus der noch älteren Kirche übernommen. Die anderen beiden sind in den Jahren 1522 und 1589 gegossen worden. Diese Kirche wurde im Jahre 1765 renoviert und erhielt eine von aussen zugängliche Empore und eine neue Bestuhlung. Die gesamte Renovation kostete 2200 Gulden. Eine Schätzung der Kirche aus dem Jahre 1852, bei der Kirchturm und Kirche zusammen auf 5400 Franken kamen, zeigt, dass das Gebäude in einem schlechten baulichen Zustand war. Im Jahre 1894 erfolgte schliesslich der Abriss.

## Die heutige Kirche

### Die Bauphase
Um die Errichtung des Gotteshauses gab es so viel Streit, dass ein Steinbrecher mit folgendem Stossseufzer zitiert wird: „Man hat eine Kirche bauen wollen, jetzt macht man daraus ein Zankhaus.“
Ein Streitpunkt war die Frage, ob die Sakristei und der Hochaltar zur Kirche gehören. Davon war die Höhe der staatlichen Subventionen abhängig, da diese nur für den Kirchenbau gesprochen wurden. Erst als ein vereinfachtes Projekt vorgelegt wurde, stimmt die Aargauer Regierung zu.
Streit gab es auch um die Qualität der Steine, mit der der Architekt nicht immer zufrieden war.
Eingeweiht wurde die neue St.-Sebastian-Kirche am 29. Oktober 1895.

### Das Kirchengebäude
Der heutige Bau ist aus dem Jahre 1895 und wurde nordwestlich der bisherigen Kirche als dreischiffige Säulenbasilika erbaut. Der Chor ist als Polygonchor gestaltet. Gebaut wurde die Pfarrkirche nach Plänen des Architekten Karl Moser.

### Die Isis-Tafel

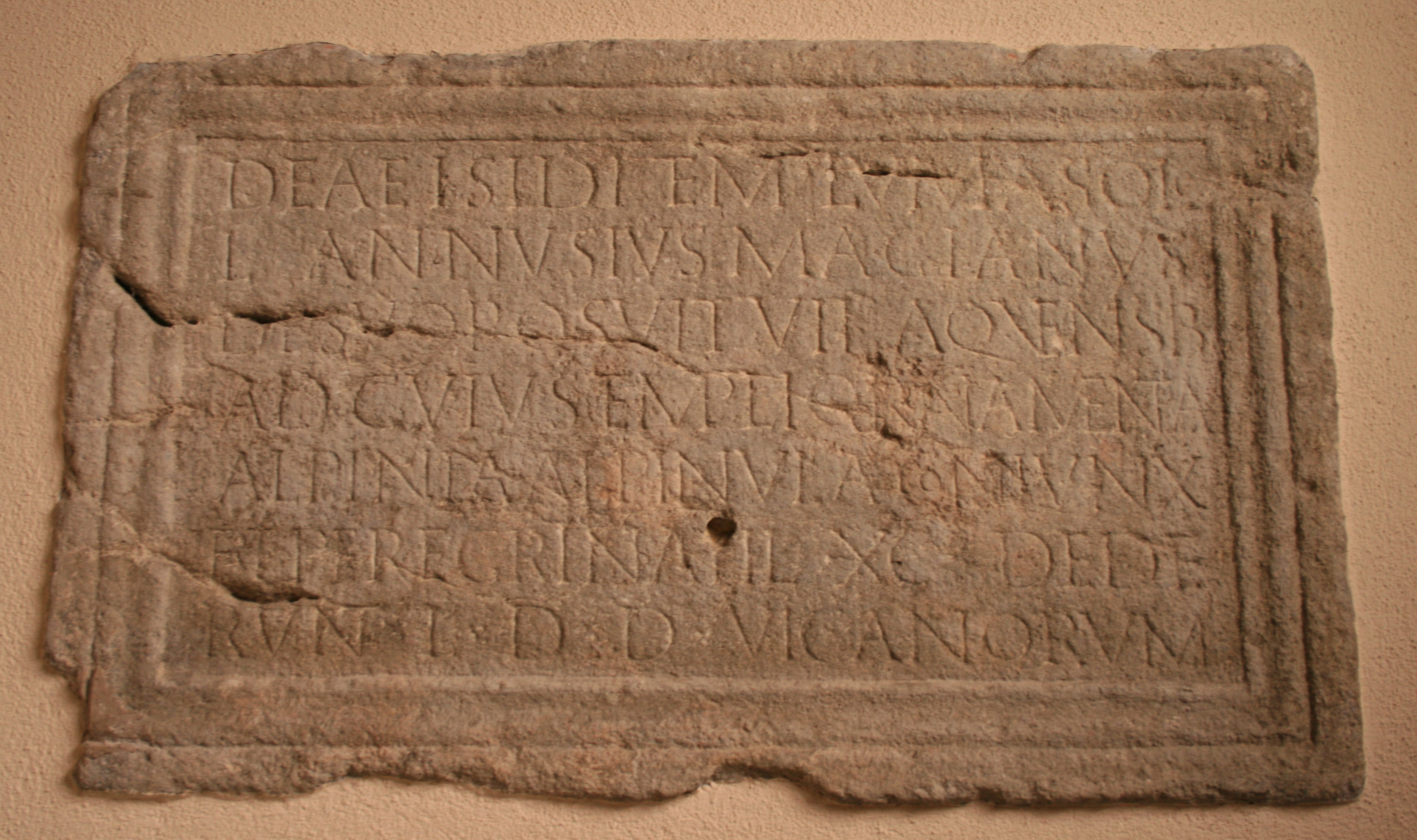
Platte des Isistempels

In der Römerzeit gab es in der Siedlung Aquae Helveticae einen Isis-Tempel. Der genaue Standort dieses Tempels ist unbekannt. Aegidius Tschudi, der zwischen 1533 und 1535 erstmals Landvogt in Baden war, hat vom Fund einer Steintafel berichtet, auf der auf die Stiftung eines Isis-Tempels hingewiesen wird. Diese Steintafel war bereits in der Turmfassade des Vorgängerbaus der heutigen St.-Sebastian-Kirche eingemauert und findet sich heute im Vorraum der Kirche.
Transkription und Übersetzung der Tafel:
"DEAE ISIDI TEMPLVM A SOLO / L[VCIVS] ANNVSIVS MAGIANVS / DE SVO POSVIT VIK[ANIS] AQVENSIB[VS] / AD CVIVS TEMPLI ORNAMENTA / ALPINIA ALPINVLA CONNIVNX ET PEREGRINA FIL[LA] X C DEDE[-] / RVNT L[OCVS] D[ATVS] D[ECRETO] VICANORVM"
(Der Göttin Isis hat Lucius Annusius Magianus von seinem Vermögen einen Tempel von Grund auf für die Dorfbewohner von Baden errichtet. Zur Ausstattung dieses Tempels haben seine Gattin, Alpinia Alpinula, und seine Tochter, Peregrine, 100 Denare gegeben. Der Platz wurde auf Beschluss der Dorfbewohner zur Verfügung gestellt.)

### Die Glocken
Im Kirchturm hängen fünf Glocken, die leicht vertieft in den Tönen cis‘ e‘ fis‘ a‘ h‘ erklingen. Sie wurden 1895 von der Glockengiesserei Rüetschi in Aarau gegossen.
- Dreifaltigkeitsglocke cis'; Gewicht: ca. 2000 kg; Inschrift: „BENEDICAT SIT SANCTISSIMA TRINITAS“ (Gepriesen sei die heiligste Dreifaltigkeit)
- Muttergottesglocke e'; Gewicht: ca. 1100 kg; Inschrift: „AVE MARIA GRATIA PLENA“ (Gegrüsst seist du Maria voll der Gnade)
- Josefsglocke fis'; Gewicht: ca. 800 kg; Inschrift: „CONSTITUIT EUM DOMINUM DOMUS SUAE“ (Er setzte ihn ein als Herrn seines Hauses)
- Schutzengelglocke a'; Gewicht: ca. 450 kg; Inschrift: „BENEDICITE ANGELI DOMINUM“ (Preiset ihr Engel den Herrn)
- Sebastiansglocke h'; Gewicht: ca. 300 kg; Inschrift: „SANCTE SEBASTIANE ORA PRO NOBIS“ (Heiliger Sebastian, bitte für uns)